# Gracy Singh

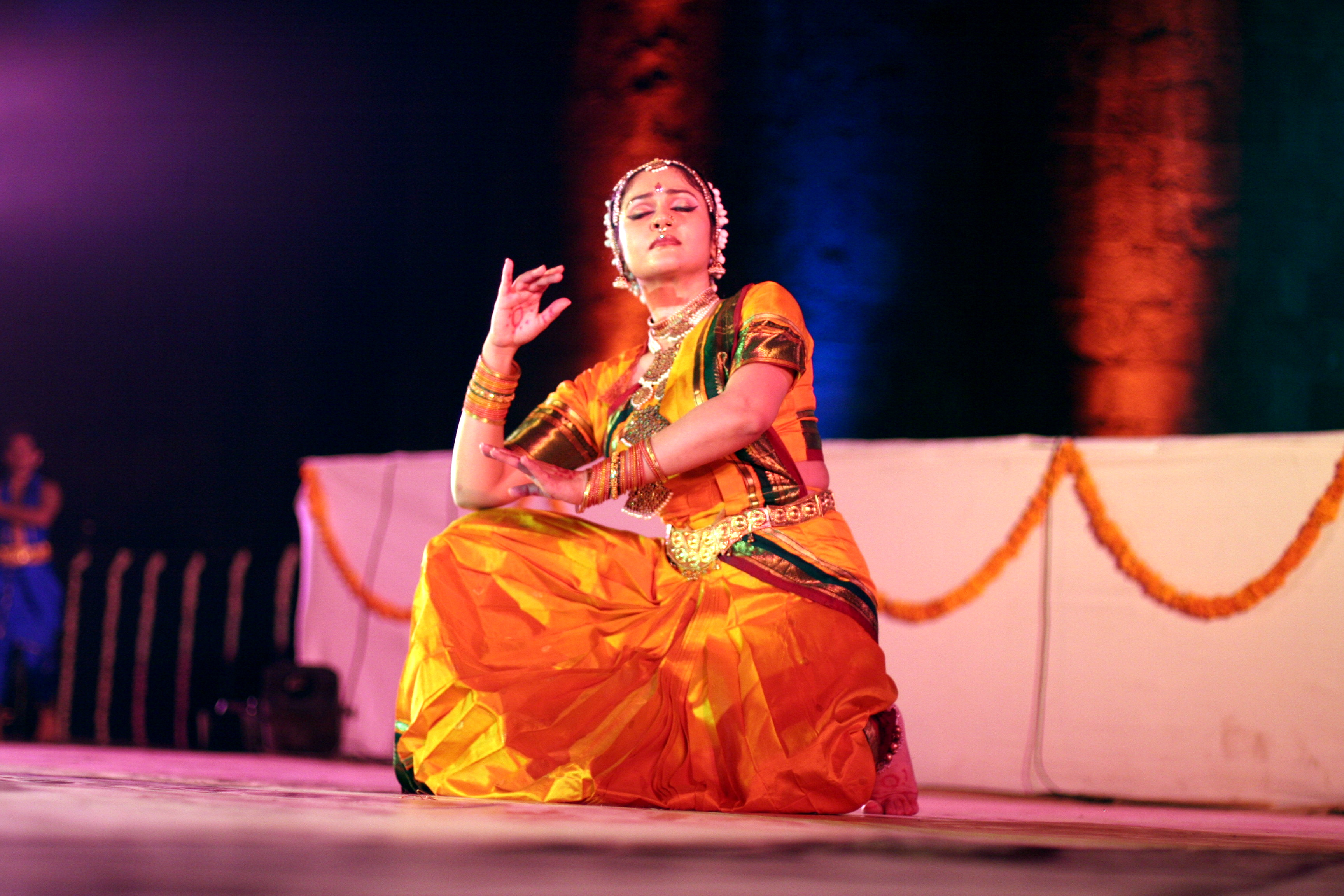
Gracy Singh

Gracy Singh (Hindi ग्रेसी सिंह; * 20. Juli 1980 in Delhi) ist eine indische Schauspielerin. 

## Biografie und Schauspielkarriere
Gracy Singh entstammt einer Sikh-Familie, welche keinen Hintergrund in der Filmbranche hat. In ihrer Kindheit und Jugend widmete sie sich dem Gesang und besonders dem Tanz. Bald jedoch wurde sie für eine TV-Serie ausgewählt (Amanaat) in der sie in 150 Folgen mitwirkte und so ihr Schauspieltalent erst entdeckte. 
Bekannt wurde sie besonders durch die Rolle des eifersüchtigen Dorfmädchens Gauri in Lagaan (2001) an der Seite von Aamir Khan. Seither wirkte Gracy Singh in weiteren Filmen mit.

## Filmografie (Auswahl)
- 1999: Hu Tu Tu
- 1999: Hum Aapke Dil Mein Rehte Hain
- 2001: Lagaan
- 2002: Santosham
- 2002: Tappu Chesi Pappu Koodu
- 2003: Pehli Nazar Ka Pehla Pyaar
- 2003: Armaan – Liebe ist nicht käuflich
- 2003: Gangaajal
- 2003: Munna Bhai M.B.B.S.
- 2004: Muskaan
- 2004: Shart – Die Herausforderung
- 2004: Wajahh: A Reason to Kill
- 2005: The White Land
- 2005: Yehi Hai Zindagi
- 2007: Aseema: Beyond Boundaries
- 2007: Chooriyan

## Auszeichnungen
- 2002 IIFA Award/Sony Faces of the Year
- 2002 Star Screen Award/Meistversprechende Newcomerin (für Lagaan)
- 2002 Zee Cine Award/Beste Debütantin (für Lagaan)